# Jozef Sabovčík
Jozef Sabovčík (ur. 4 grudnia 1963 w Bratysławie) – słowacki łyżwiarz figurowy reprezentujący Czechosłowację, startujący w konkurencji solistów. Był znany pod pseudonimem Jumping Joe (Skaczący Joe). Brązowy medalista olimpijski z Sarajewa (1984), dwukrotny mistrz Europy (1985, 1986) oraz 6-krotny mistrz Czechosłowacji (1980–1984, 1986).